# تمييز ضد ذوي الاحتياجات الخاصة

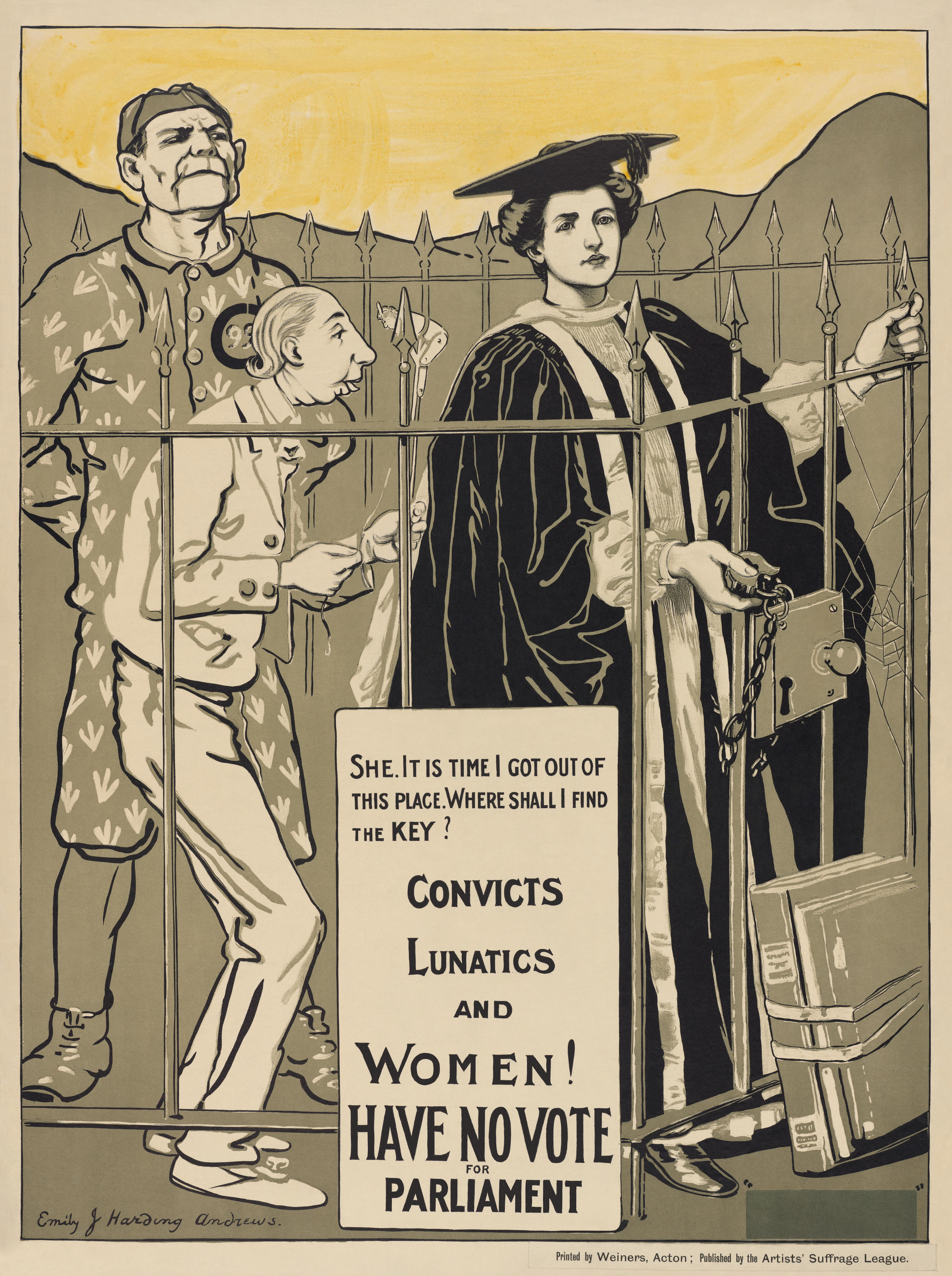

التمييز ضد المعاقين هو مصطلح اجتماعي يصف نظرية ومجموعة من الممارسات التي تعزز المعاملة الظالمة وغير العادلة والتمييز والقمع ضد الأفراد الذين يعانون من إعاقة ظاهرة أو مفترضة، فيما يشبه مفهوم العنصرية أو العنصرية الجنسية. وهنا يتم تصنيف الناس وفق نوع الإعاقة الظاهرة أو المفترضة والجسدية أو العقلية وفي نفس الوقت تحديد كل مجموعة من الإعاقات أو المهارات و/أو الصفات الشخصية الموجودة أو غير الموجودة على هذا الأساس. (الانتماء إلى فئة معينة من الإعاقات كمحدد أساسي لقدرات الإنسان وسماته الخاصة: على سبيل المثال: كافة المصابين بالتوحد يتسمون بالبرود العاطفي وبالمهارة في الحساب و«المعاقين عقليًا», يتمتعون بطيبة القلب ومزاج مرح...) بشكل مبدئي، ليس من الضروري أن تكون هذه تسمية سلبية.
تعد هذه القوالب النمطية بدورها السبب الكامن وراء ممارسات التمييز ضد المعاقين كما أنها تؤثر على الاتجاهات والسلوك نحو أعضاء هذه المجموعة، كما يؤثر هذا الوصف على أفراد كل فئة، وكذلك تكون خيارات العمل المتاحة أمامهم محدودة وتتغير هوية الفرد.

## الافتراضات والأساطير (مجموعة مختارة)
مقولات تبرز التمييز ضد المعاقين؛ المعاقون هم
- عالة على غيرهم (يظلون أطفالاً طول حياتهم)
- يتلقون العون (مجازًا الشحاذة باستخدام المعاقين والتسول)
- بهم عيب ونقص وخلل وظيفي وبالتالي فهم كائنات أقل شأنًا
- قوى عاملة أقل كفاءة ويتسمون بالعجز أو قوى عاملة دون المستوى المطلوب في نظر سوق العمل بشكل خاص
- يعانون ويثيرون الشفقة

و
- يفضلون العمل الجماعي مع أقرانهم[3] («حيث يشعرون أكثر بالأمان حيث إنهم لا يتنافسون مع أفراد عاديين.»)
- لديهم خصائص معينة (مثال: «لديك ذاكرة جيدة.» «مثل المكفوفين.»)

## التأثيرات

### السلوك الشخصي
- وضع مسافة شخصية وتجنب الاتصال المباشر
- التحدث إليهم وفي نفس الوقت التحدث عنهم كما لو كانوا غير موجودين.
- استخدام الاسم الأول عند التحدث إليهم بدلا من الأستاذة أو الأستاذ.
- المدح المبالغ فيه للمعاقين كما لو كانوا لا يزالون أطفالاً ويوصف أدائهم بأنه استثنائي ولا يُصدق بسبب الإعاقة.[4]
- تعليق خاص باليهود والسود: هل سمعت يومًا جملة: «بعض أفضل أصدقائي من المعاقين?»
- يقولون للمرأة التي لا تزال تبتسم كثيرًا «من الجيد أنك لا زلت تبتسمين، يعلم الله أنك ليس لديك سبب للبهجة.»

ومع وجود نعت «معاق» لا ينتج أي فوز. وإذا كان الشخص مطابقًا للكلشيه بأن يكون شخصًا فقيرًا بائسًا بقلب ذهبي يتوقع المرء الامتنان والرغبة في إثارة الشفقة والإحسان، وإذا نجح الشخص في كسر هذه الصورة النمطية يُنظر إليه على أنه غير عادي وحالة نادرة ومذهلة.

### المجتمع
- العوائق، مثل عدم توفر طرق للدخول في وسائل المواصلات والمباني مخصصة للمعاقين
- وسائل الإعلام: لا يتم تعريف القبح والجمال بصورة تعسفية فقط بل يكونان دليلاً على الخير والشر، حيث يكون القبح مرادفًا للعنف والخوف وموضوعًا شائعًا لأفلام الرعب، والشخصيات مثل كابتن هوك، تعزز من خوف الأطفال من الكبار المعاقين.[5]

يُنظر للمعاقين على أنهم عاجزون يستحقون الإحسان والشفقة، وتُقدم الإعاقة على أنها عامل تكلفة لجمع الأموال بالإضافة إلى الفوائد المترتبة ويُنظر إلى ذلك على أنه امتياز.
- تدعي الجمعيات الخيرية أنها تريد القضاء على الإعاقة وتستخدم عادةً صورًا لاإنسانية مهينة (حتى في القرنين السابع عشر والثامن عشر عند الالتحاق كان يقوم المواطنون بزيارة السجون أو الإصلاحيات أو مصحات المجانين لينظروا فاغري أفواههم إلى «مجنون هائج» مقيد بالسلاسل في أقفاص.)
- إضفاء الطابع المؤسسي[6]

بالنسبة للأشخاص الذين يُنظر إليهم على أنهم أقل من غيرهم وبالتالي فإنهم يعانون (وبسبب حقوقهم الدستورية العامة) يجب مساعدتهم - في حالة الهبة المادية هي (الوقت والانتباه وجهود تعليمية والرعاية والدعم المالي...)
وينظر إليهم على أنهم عديمو الفائدة وعاجزون ويجب أن يتصرفوا بصبر وامتنان، وغير مسموح لهم بتقديم أسباب أو اقتراحات.
ويتضمن التمييز ضد المعاقين عدم الكفاءة وتساعد في تفاقم حدة عدم الكفاءة وتنتج التبعية عن الحرمان من العمل اللائق. وفيما يشبه الحلقة فإن عدم الكفاءة المزعومة للمتلقي تؤكد نفسها.

وسيتم تخصيص أدوار متعددة لكل شخص في المجتمع، وتتسبب الإعاقة في استبعاد العديد من الأدوار المختلفة المتوقعة وكذلك أدوار كل نوع سواء ذكر أو أنثى، لذا يُنظر إلى المعاقين على أنهم كائنات مطموسة الجنس.

## أصل المصطلح
ينقسم مصطلح التمييز ضد المعاقين (Ableism) إلى شقين. الأول able الذي يأتي من كلمة (disable) التي تعني غير قادر، إضافة إلى الشق الثاني، وهو اللاحقة -ism، وقد عُرف المصطلح لأول مرة في الفترة ما بين 1985-1990.

## خلفية تاريخية

### في ألمانيا
وقع هتلر مرسوم برنامج القتل الرحيم السري، (Aktion T4)، في عام 1939، وقد سمح المرسوم بقتل مرضى مختارين يعانون من اضطرابات عصبية ونفسية مزمنة. أودى هذا البرنامج بحياة 70 ألف رجل وامرأة وطفل من ذوي الإعاقات. أوقف هذا البرنامج رسميا بقرار من هتلر عام 1941، تحت تأثير الضغط الشعبي، لكنه استمر بشكل غير رسمي وبعيدا عن أعين العامة، وأودى منذ ذلك، وحتى سقوط نظام هتلر عام 1945، بحياة 200 ألف أخرين.

### في المملكة المتحدة
تم تجريم التمييز ضد المعاقين في المملكة المتحدة نتيجة لقانوني عامي 1995 و2005 للتمييز ضد المعاقين. وقد ألغيت هذه القوانين فيما بعد، وأدرجت في قانون المساواة لعام 2010. وفق قانون المساواة لعام 2010، هناك العديد من أنواع التمييز المُجرَّمة. هذه الأنواع هي التمييز المباشر (القسم 13(1) من قانون المساواة لعام 2010)، التمييز غير المباشر (القسمان 6 و19، والمضايقة في القسم 26، من قانون المساواة لعام 2010)، التضحية (القسم 27(2) من قانون المساواة لعام 2010)، التمييز ضد المعاقين (القسم 15(1) من قانون المساواة لعام 2010)، والفشل في عمل تسوية معقولة (القسم 29 من قانون المساواة لعام 2010).
جاء التعريف القانوني للإعاقة في القانون كما يلي:
«يكون الفرد (أ) صاحب إعاقة إذا كان (أ) يعاني من عاهة جسدية أو عقلية، ولهذه العاهة تأثير سلبي جوهري وطويل الأجل على قدرته على القيام بأنشطة يومية اعتيادية». (القسم 6(1) من قانون المساواة لعام 2010).
أدرج في القانون بعض الحالات مثل العمى والإصابة بالإيدز والسرطان، وتم استبعاد حالات مثل إدمان المخدرات والكحول.

### في الولايات المتحدة
قبل القرن التاسع عشر، كان النظر إلى الإعاقة محصورا في الزاوية الدينية. فقد نُظر إلى أصحاب الإعاقة على أنهم شر أو يتملكهم الشيطان. وكما هو حال الكثير من الأقليات، تم عزل المعاقين الأمريكيين ومُنعوا من بعض الحقوق لوقت طويل من التاريخ الأمريكي. لكن مع حلول القرن التاسع عشر، تحولت النظرة إلى المعاقين من دينية إلى نظرة أكثر علمية، وتسبب ذلك في فحص المزيد من المعاقين. وقد بدأت وصمة العار المجتمعية بالتبدل بعد الحرب العالمية الثانية عندما عاد الكثير من الأمريكيين إلى موطنهم بإعاقات وعاهات جسدية. واتباعا لحركات الحقوق المدنية الأمريكية في ستينات القرن العشرين، أنشأ العالم حركة حقوق المعاقين. كانت هذه الحركة موجهة إلى مساواة حقوق أصحاب الإعاقات مع بقية المواطنين في الحقوق والفرص. وقد كان التمييز ضد المعاقين مدرجا في القانون الأمريكي حتى حلول سبعينات القرن العشرين. فعلى سبيل المثال، منعت العديد من السلطات القضائية أصحاب الأمراض أو التشوهات التي تعتبر بشعة من الظهور في الأماكن العامة، وذلك وفق ما يسمى «القوانين القبيحة».

## المؤلفات
- Walter Fandrey: Krüppel, Idioten, Irre: zur Sozialgeschichte behinderter Menschen in Deutschland (Cripples, idiots, madmen: the social history of disabled people in Germany) (بالألمانية)

```
ISBN 978-3-925344-71-8
```

- Susan Schweik: The Ugly Laws: Disability in Public (History of Disability), ISBN 0-8147-8361-9
- James K. Shaver: Handicapism and Equal Opportunity: Teaching About the Disabled in Social Studies, ISBN 978-0-939068-01-2

## وصلات خارجية
- Handicapism - Disabling Images or Images Disabling?[وصلة مكسورة] By Justice Jitendra N. Bhatt† in: The Practical Lawyer